# Пословица
Пословица е литературен фолклорен жанр, в който народната мъдрост е събрана в едно-единствено изречение.
Съдържа важен и всеизвестен факт, получен от житейски опит и станал популярен. Пословиците може да представляват интересни наблюдения, етични правила и съвети или песимистични коментари за живота. Някои пословици се доближават до поговорките или афоризмите. Дублира се с погорворката, но е написана от автор. Може да се обърка с пословицата и афоризма. Разграничаването на пословиците от поговорките не е особено трудно. Пословицата представлява завършено изречение, чийто смисъл става ясен дори и прочетена (чута) извън съответен контекст, например: „Да бе мирно седяло, не би чудо видяло“ (лошото, което те е сполетяло, е закономерна последица от твоето поведение) или „Умът не е в брадата, а в главата“ (интелигентността не зависи от възрастта, и младите могат да бъдат умни). Докато поговорката няма характер на пълно (завършено) изречение, в нея може да липсва сказуемото и най-често произходът ѝ не е ясен. Смисълът ѝ е въпрос на конвенция и става ясен или след многократно срещане в съответен контекст, или след разясняване. Например: „През куп за грош“ (небрежно), „На петима кози крак“ (на всеки се пада по твърде малко), „Ял от кокошка крак“ (не умее да пази тайна).

## Историческо развитие
Пословиците са популярни през всички епохи и при различни народи. Използват се за „мъдра поука“ от писателите, като някои от тях ги събират и анализират.

### Автори от древността
- Плутарх, голям моралист на древността, е посветил две свои съчинения на гръцките пословици;
- Аристотел, привежда в Никомахейска етика твърде оригиналната народна философия в запазената пословица: „Не можеш да познаеш някого, докато не си изял с него една лъжица сол.“

### Европейски автори
- Сервантес
- Гьоте
- Пушкин

### Български автори
Според Михаил Арнаудов българските повествователи търсят чрез пословиците „мъдрата или духовита мисъл на народа по села и градове и чрез тях, както и чрез песните, приказките, преданията и поверията му те успяват да вникнат пряко в духовния му свят, тъй отличен в много отношения от този на интелигенцията“.
- Братя Миладинови;
- Петко Славейков;
- Любен Каравелов;
- Ботев;
- Иван Вазов;
- Елин Пелин;
- Йордан Йовков

## Примери
- Всяко чудо за три дни.
- Като не искаш мира, на ти секира.
- Яде като мечка, а работи като буболечка.
- Работата краси човека, мързелът го грози.
- Ум царува, ум робува, ум патки пасе.
- На лъжата краката са къси.
- Бащина поука – синова сполука.
- Всичко е добре, когато завършва добре.
- Насила хубост не става.
- Една птичка пролет не прави.